# Andreas Seidl
Pour les articles homonymes, voir Seidl.
Andreas Seidl, né le 6 janvier 1976 à Passau en Allemagne, est un ancien ingénieur, devenu dirigeant du sport automobile. Responsable du programme Porsche 919 Hybrid en Championnat du monde d'endurance entre 2013 et 2017, il prend en 2019 la direction de McLaren Racing, écurie britannique engagée dans le championnat du monde de Formule 1 aux côtés du directeur général Zak Brown. À partir de 2023, il prend la direction de la structure Sauber-Alfa Romeo, remplaçant Frédéric Vasseur parti chez Ferrari, alors que l'équipe basée en Suisse prépare l'arrivée d'Audi en Formule 1.

## Biographie
Andreas Seidl est diplômé de l'Université technique de Munich en génie mécanique. 
Il a notamment travaillé pour le programme F1 de BMW Motorsport entre 2000 et 2009 (motoriste de Williams F1 Team entre 2000 et 2005, puis partenaire et actionnaire de BMW Sauber F1 Team entre 2006 et 2010). À l'issue de la saison 2010, BMW se retire de la Formule 1, et signe son retour en DTM, le championnat allemand de voitures de tourisme. Andres Seidl prend la direction de l'équipe. 
En 2013, Seidl quitte BMW pour rejoindre un autre groupe automobile allemand, Porsche. Le constructeur de Stuttgart va faire son retour en Championnat du monde d'endurance pour la saison 2014. Seidl intègre le programme Porsche 919 Hybrid. Après un bref passage comme directeur des opérations en course, il est promu Team Principal dès 2014. Sous sa direction, les Porsche 919 Hybrid remportent les 24 Heures du Mans 2015, 2016 et 2017 ainsi que les titres pilotes et constructeurs du championnat en 2015, 2016 et 2017. Le constructeur allemand officialise cependant en juillet 2017 son retrait de la catégorie, pour préparer son arrivée en Formule E.
En janvier 2019, McLaren Racing annonce dans un communiqué que l'ingénieur Allemand rejoindra Woking, en tant que Team Principal. Il prend ses fonctions au cours de l'été, pour participer à la restructuration de l'équipe.
Au moment de son arrivée, l'écurie huit fois championne des constructeurs traverse une période difficile depuis le début de l'ère des moteurs turbo-hybrides, particulièrement avec Honda de 2014 à 2017. Sous sa direction, l'écurie qui fait courir les pilotes Carlos Sainz Jr. et Lando Norris avec un moteur Renault réalise une bonne saison 2019 en terminant quatrième du championnat, et fait encore mieux sur les dix-sept manches de la saison 2020, en totalisant 202 points pour terminer sur le podium derrière Mercedes et Red Bull. Il s'agit de son meilleur résultat depuis 2012.